# Ɏ
Cette page contient des caractères spéciaux ou non latins. S’ils s’affichent mal (▯, ?, etc.), consultez la page d’aide Unicode.
Ɏ (minuscule ɏ), appelé Y barré ou Y rayé, est une lettre additionnelle qui est utilisée dans l’écriture du kalinga de Lubuagan. Elle a aussi été utilisée dans l’étude du vieux gallois du Moyen Âge.  Elle est formée d’un Y diacrité par une barre inscrite. 

## Utilisation
Le y barré est utilisé plusieurs fois (bɏ, dɏl, sɏnæ, brɏtær) dans le manuscrit moyen danois Stockholm C 39, comme le u barré ‹ ʉ ›, pour transcrire la voyelle fermée antérieure arrondie [y],,,.
Dans l’étude du vieux gallois, le Y barré est utilisé par John Morris-Jones pour indiquer l’épenthèse de la voyelle moyenne centrale [ə],.
En kalinga de Lubuagan, le Y barré est utilisé pour représenter une consonne spirante fricative voisée [ð̞].

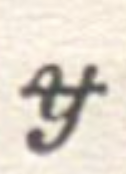
ɏ dans Jones, A Welsh grammar, 1913.

### Y barré à travers la descendante
Le y barré à travers la descendante a été utilisé dans certains manuscripts norrois comme AM 325 V 4to ou AM 325 V 4to.

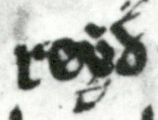
AM 325 V 4to 3rb1.
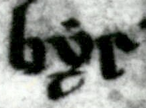
AM 325 V 4to 13rb8.
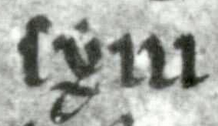
AM 656 I-II 4to 9r12.
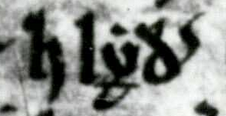
AM 656 I-II 4to 21r12.

Le y barré à travers la descendante a été utilisé dans une réédition de grammaire maya de Pedro Beltrán de 1859  et par Karl Hermann Berendt (en) notamment dans Berendt 1872 comme signe abréviatif pour le mot yétel, « et », dans l’écriture du maya.

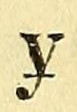
Y barré dans Berendt 1872.

## Représentation informatique
Cette lettre peut être représentée avec les caractères Unicode suivants :
| formes    | représentations | chaînes de caractères | points de code | descriptions                    |
| --------- | --------------- | --------------------- | -------------- | ------------------------------- |
| capitale  | Ɏ               | Ɏ                     | U+024E         | lettre majuscule latine y barré |
| minuscule | ɏ               | ɏ                     | U+024F         | lettre minuscule latine y barré |